# Katie Price
Katrina Amy Alexandria Alexis Infield (Brighton, Sussex Oriental, Inglaterra, 22 de mayo de 1978), más conocida como Katie Price o Jordan, es una modelo de glamour británica. También de ha desempeñado como personalidad televisiva, cronista de sociedad en diversas revistas y mujer de negocios. Su vida personal figura con regularidad en los tabloides británicos y revistas del corazón. Está divorciada del cantante de pop Peter André y tiene cinco hijos.

## Biografía
Ha aparecido en numerosas revistas pin-up del Reino Unido como Nuts, Zoo, Loaded, Ice, y algunas internacionales como Maxim y FHM, también posando para ediciones especiales de Playboy.
El junio de 2001 se postuló como candidata a las elecciones generales del Reino Unido, prometiendo implantes de pecho gratis, playas nudistas y quitar las multas por estacionarse indebidamente. Al final solo obtuvo un 1,2% de las votaciones.
En marzo de 2009 fue fotografiada con un aspecto deplorable, tirada sobre una mesa tras una noche de alcohol. La modelo estuvo celebrando con un gran grupo de amigos una fiesta en Brighton y luego se trasladó a un restaurante abierto las 24 horas del día.
“Katie estaba en Oceanía gritando varias cosas por el micrófono del DJ. Le gritaba al público: 'Hola Brighton, los quiero a todos. Éste es mi hogar. Adoro estar aquí'", le dijo un testigo a Heat, agregando: "Estaba borracha y cayéndose por las mesas".
El 18 de junio de 2009, la estrella, recientemente separada de Peter Andre, disfrutó al máximo de su noche de soltera con mucho alcohol y causó más de un papelón.
La prensa británica asegura que la joven bebió de más, se puso violenta con quienes bailaban en el club nocturno, mostró su ropa interior y bailó sobre las mesas.
Por si fuera poco, llamó a una de sus seguidoras “fea” y la amenazó con cortarle la cara porque pensó que era amiga de su ex.
En febrero de 2010, se casó con el boxeador Alex Reid en Las Vegas. Ha declarado querer tener "20 hijos".
Fue pareja durante 8 meses del modelo argentino Leandro Penna, quien trabajara como colaborador en programas televisivos de su país, conducidos por Marley y Julián Weich. Tras este lapso, la pareja se rompió debido a acusaciones de parte de Price por "falta de sexo y atención" de parte de Penna. Finalmente, la exmodelo aseguró a través de su cuenta de Twitter seguir enamorada del modelo argentino, logrando la reconciliación entre ambos. Se creía que ambos participarían en Bailando por un sueño 2012, un programa de televisión de Argentina, como muestra de su, hasta entonces, estable relación.
También hubo un rumor en la prensa británica que la modelo habría tenido una relación casual con un célebre uruguayo llamado Braian Cabana. Tras declaraciones de Katie este rumor fue desmentido, ya que afirmó que solo era un colega.
Cabana es un actor reconocido en el Río de la Plata, y ella declaró que lo había conocido 5 años antes en un desfile popular de verano, en Punta del Este.

## Discografía

### Álbumes
| Año  | Álbum | Mejores posiciones en listas | Ventas         | Certificaciones |
| Año  | Álbum | UK                           | Ventas         | Certificaciones |
| ---- | --- | ---------------------------- | -------------- | --------------- |
| 2006 | A Whole New World - Lanzada: 27 de noviembre de 2006 - Discográfica: Sony BMG - Formatos: CD, descarga digital | 20                           | - UK: 180,000+ | - BPI: Oro      |

### Sencillos

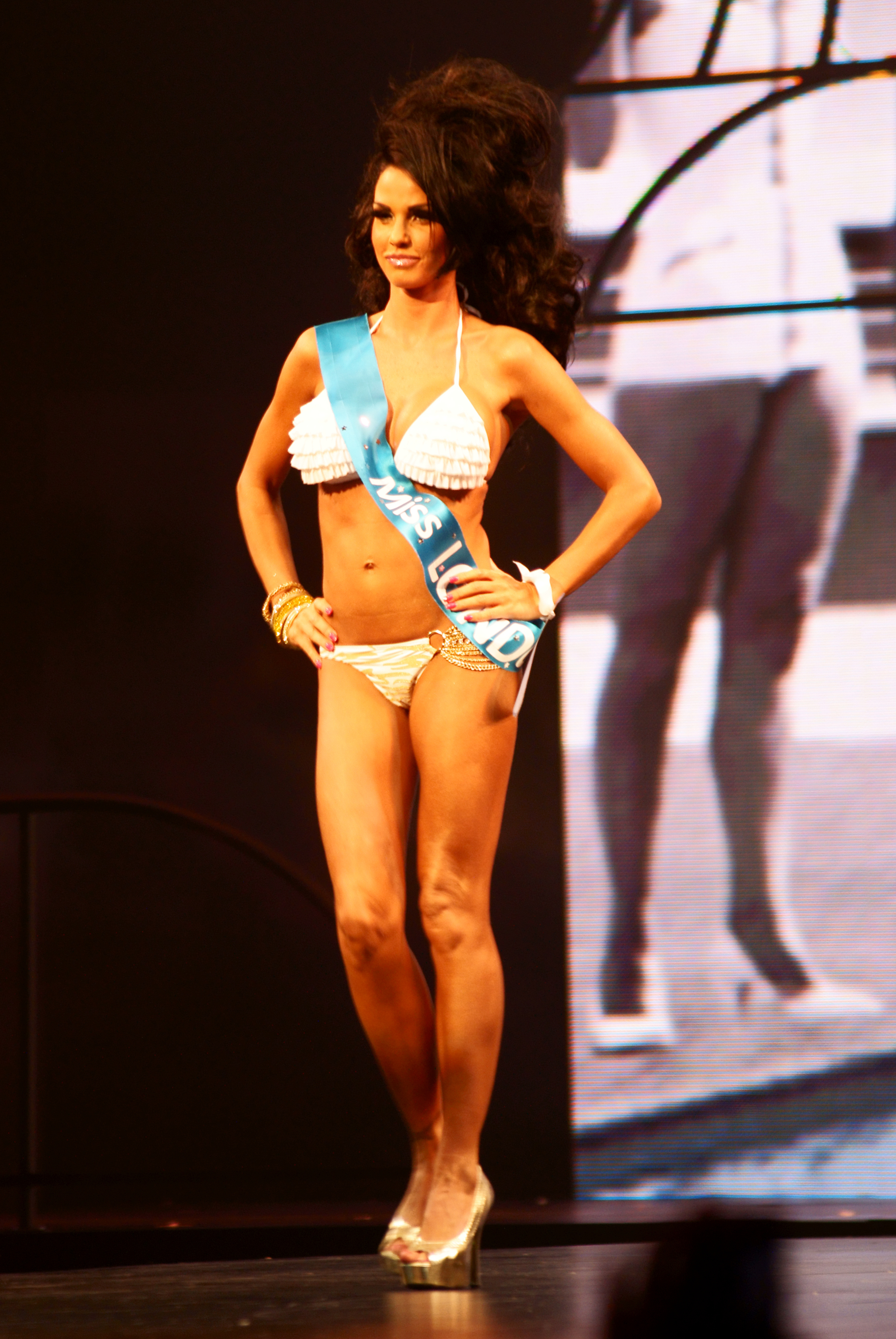
Katie Price en 2009.

| Año  | Sencillo             | Mejores posiciones en listas | Álbum              |
| Año  | Sencillo             | UK                           | Álbum              |
| ---- | -------------------- | ---------------------------- | ------------------ |
| 2006 | "A Whole New World"  | 12                           | A Whole New World  |
| 2010 | "Free to Love Again" | 60                           | Sencillo sin álbum |

### Autobiografía
- Being Jordan (2004)
- A Whole New World (2006)
- Pushed to the Limit (2008)
- You Only Live Once (2010)

### Novelas
- Angel (2006)
- Crystal (2007)
- Angel Uncovered (2008)
- Sapphire (2009)
- Paradise (2010)

### Series
- Perfect Ponies (2007–10)
  - Here Comes the Bride, Little Treasures, Fancy Dress Ponies, Pony Club Weekend, The New Best Friend, Ponies to the Rescue, My Pony Care Book, Star Ponies, Pony 'n' Pooch, Pony in Disguise, Stage Fright!, Secrets and Surprises, Wild West Weekend (in order of publication date)
- Mermaids & Pirates (2008–10)
  - Follow the Fish, I Spy, Let's Build a Sandcastle, A Sunny Day, Telescope Overboard, Time for a Picnic, All Around, Hide and Seek, Katie the Mermaid, Katie's Day, Peter's Friends, Pirate Olympics (en orden de fecha de publicación)

### Fashion
- Standing Out (2009)

## Premios y nominaciones
| Año  | Nominación                                           | Premio                                                     | Resultado |
| ---- | ---------------------------------------------------- | ---------------------------------------------------------- | --------- |
| 2004 | Ella misma                                           | Loaded's "Cover Girl of the Decade"                        | Ganadora  |
| 2005 | Being Jordan                                         | Premios de la Moda Británica: "The Biography of the Year"  | Nominada  |
| 2007 | Ella misma                                           | Cosmopolitan's "Woman of the Year"                         | Ganadora  |
| 2007 | Ella misma                                           | Grattan's "Celebrity Mum of the Year"                      | Ganadora  |
| 2008 | My Pony Care Book (parte de la serie Perfect Ponies) | British Book Awards' "British Children's Book of the Year" | Nominada  |
| 2009 | Herself                                              | Bounty's "Celebrity Mum of the Year"                       | Nominada  |
| 2009 | Besotted                                             | Fifi's "Award for Celebrity Fragrance"                     | Ganadora  |